# إياسين (فرخانة)
إياسين هو دُوَّار يقع بجماعة فرخانة، إقليم الناظور، جهة الشرق في المملكة المغربية. ينتمي الدوّار لمشيخة فرخانة التي تضم 10 دواوير. يقدر عدد سكانه بـ 1409 نسمة حسب الإحصاء الرسمي للسكان والسكنى لسنة 2004.

## روابط خارجية
- البوابة الوطنية للجماعات الترابية
- المندوبية السامية للتخطيط